# Xylopteryx antiotriba
Xylopteryx antiotriba är en fjärilsart som beskrevs av Louis Beethoven Prout. Xylopteryx antiotriba ingår i släktet Xylopteryx och familjen mätare. Inga underarter finns listade i Catalogue of Life.